# أمال سفطة
آمال سفطة ولدت في مدينة بنغازي في ليبيا يوم 5 ديسمبر 1957
هي ممثلة وشاعرة تونسية معروفة. قامت بأدوار عديدة في مسلسلات مشهورة، وقد قامت بدور صغير في مسلسل مكتوب، أدّت فيه دور مريضة عقلية، وهي أم ريم.

أقامت معرضا فنيا في المعرض الثقافي الروسي في تونس في بداية التسعينات.
كانت قد أصيبت بسرطان الثدي وشفيت منه.

## روابط خارجية
- أمال سفطة على موقع IMDb (الإنجليزية)
- أمال سفطة على موقع قاعدة بيانات الأفلام العربية
- أمال سفطة على موقع ألو سيني (الفرنسية)
- أمال سفطة على موقع كينوبويسك (الروسية)